# Сулейман ибн Абдул-Малик
Сулейман ибн Абд аль-Малик (674—717) (араб.  سليمان بن عبد الملك ‎) омейядский халиф в 715—717 годах. Сын Абд аль-Малика, младший брат своего предшественника, Валида I. Основатель города Рамла. В его правление произошёл фактический слом прежней системы управления Халифата.
По описанию современников, Сулейман был высок и красив, склонен к обжорству и нарядам - так, именно при нём появилась мода на сирваль, до этого непопулярный у арабов. Классические арабские историки характеризуют его так же как человека щедрого, благочестивого и воздерживающегося от кровопролития - последнее обстоятельство означает, однако, вовсе не миролюбивый нрав халифа в современном понимании, а то, что он не прибегал к массовым репрессиям. Политическую карьеру Сулейман начал в правление своего брата ал-Валида I наместником Палестины.

## Биография

### Перестановки наместников
Смерть больного ал-Валида была ожидаемым событием в верхах Халифата; непосредственно после неё все скрытые конфликты стали явными. Многие наместники были прямыми ставленника ал-Валида, ничем Сулейману не обязанные лично и желавшими бы видеть правителем сына своего покровителя. Правление Сулеймана, таким образом, началось с крупных перестановок и открытых гонений.
Командир операции в Магрибе, за военные успехи назначенный его наместником ал-Валидом, немолодой Муса б. Нусайр, был неугоден Сулейману именно по этой причине. Зная, что халиф ал-Валид болен, Муса торопился доставить ему добытые в западном походе сокровища - в то время как Сулейман письменно уговаривал его не торопиться под предлогом скорой смерти халифа. Муса прибыл в столицу за два дня до смерти ал-Валида и успел засвидетельствовать только своё почтение; военную добычу распределил уже Сулейман. Пользуясь формальным неповиновением Мусы, новый халиф наложил на него штраф в 100 тыс. динаров и потребовал немедленной выплаты. Когда же Муса вспылил, апеллируя к тому, что исполнял волю пусть и умирающего, но всё же халифа, Сулейман приказал арестовать его за дерзость. Новым наместником Магриба в пику родовитому Мусе был назначен мавла курайшитов Мухаммад б. Йазид, по прибытии в провинцию арестовавший сына Мусы, Абдаллаха б. Мусу, а так же всех его родных, и потребовавший от них новый штраф - в пол-миллиона динаров. За отказ от выплат Абдаллах был подвергнут пыткам, однако после них согласился на выплату всей суммы; однако сразу после выплаты он был казнён. Второй сын Мусы, Абдул-Азиз, узнав о гибели своего брата, будто бы перестал упоминать в молитвах имя халифа - за что был обвинён в измене и вскоре приговорён к смерти. Двумя годами позже Абдул'азиз был убит прямо в мечети Севильи группой знатных арабов во главе с Хабибом Абу Убайдой. Голову убитого доставили к Сулейману в 98 г.х. и вручили в присутствии уже 70-летнего Мусы б. Нусайра. Потерявший обоих сыновей, старец скончался в том же году.
Поскольку наместники восточных провинций так же были креатурами ал-Валида, Сулейман не мог доверять им в полной мере - однако в силу военной и экономической мощи этих земель, а так же их удалённости и склонности к сепаратизму, не прибег к прямым репрессиям или казням. Указом халифа наместник Ирака, Йазид б. Абу Муслима, ставленник ал-Хаджжаджа, был смещён, а на его место был назначен Йазид б. Абу Мухаллаб. Будучи сыном того самого ал-Мухаллаба, которого (и детей которого) преследовал ал-Хаджжадж, Йазид быстро стал идеальным исполнителем воли нового халифа и ревностным преследователям протеже ал-Хаджжаджа и всех его родных. С Йазидом приехали и его братья, так же пострадавшие от ал-Хаджжаджа - и так же взявшиеся за преследование ставленников и потомков прежнего наместника. Так, выбиванием денег из хаджжаджевцев руководил лично Абдалмалик б. ал-Мухаллаб. Мухаммад ибн Касим, так же очевидный ставленник ал-Хаджжаджа, был смещён с поста - а новым наместником Синда был назначен некий араб из южного племени сиксик. Межплеменная ненависть старого и нового наместников осложнилась ещё и недостачей в казне на 60 млн. дирхемов; по совокупности Мухаммаб бю Касим был приговорён к мучительной казни: его облили нефтью и завернули в сырую шкуру, которая, усыхая и сворачиваясь, удушила его. Сместить Кутейбу б. Муслима, очевидного ставленника ал-Хаджжаджа, Сулейман не рискнул в силу славы последнего как завоевателя Мавераннахра. Доверия между халифом и военачальником не было совершенно: Кутайба несколько лет назад открыто поддерживал предложение ал-Хаджжаджа присягнуть сыну ал-Валида и изгонял детей ал-Мухаллаба из Хорасана. Понимая, что отстранения и неминуемая казнь являются лишь вопросами времени, Кутайба в 715 г. н.э. решил отложиться от Халифата. Попытка оказалась неудачной: полководца предали непосредственные подчинённые, после чего наместником Хорасана был назначен Ваки', доставивший халифу голову убитого. Через 9 или 10 месяцев был смещён и сам Ваки', а наместником Хорасана был назначен Йазид б. ал-Мухаллаб. Поскольку Йазид происходил из аздитов, а Ваки' - из кайситов, последний счёл произошедшее личным оскорблением и при передаче полномочий повёл себя крайне непочтительно, за что был арестован и подвергнут пыткам.
Все перечисленные перестановки в точности напоминали перестановки ал-Валида и ал-Хаджжаджа: новые наместники и полководцы были никак (или крайне слабо) связаны с местными элитами, своим положением были обязаны исключительно халифу, а потому после его смерти кризис был обречён на повторение.

### Паломничество
Стремясь укрепить своё положение, Сулейман готовился к традиционному паломничеству в Мекку загодя — авторитет покровителя двух священных городов был крайне важен для него. Наместнику Мекки Халиду б. Абдаллаху ал-Касри он приказал провести в город водопровод из горного источника; наместнику Медины Абу Бакру б. Мухаммаду он приказал возвести новый дворец в Джурфе. Вследствие этого Сулейман и вошёл в историю как щедрый правитель — однако обратный путь из хаджжа был омрачён происшествиями.
Во время маджлиса (вечерней беседы) в Медине халифу подарили 400 пленных византийцев. Сулейман предложил присутствовавшему при этом Абдаллаху, внуку Хасана б. Али, продемонстрировать силу и срубить одному из пленников голову. Не имевший при себе личного меча (торжественная обстановка располагала к этому), Абдаллах взял оружие у одного из охранников и с одного удара не только отсёк голову пленнику, но и перерубил железный ошейник. Поражённый силой удара и мастерством рубщика, Сулейман предложил продолжить развлечение — головы стали рубить и оставшимся. В забаве приняли участие и придворные поэты — например, ал-Фараздак — складывавшие по такому случаю стихи. Казни пленных (особенно из не желавших сдаваться крепостей), конечно, были нормой для того времени, однако массовые убийства для потехи были всё же событиями из ряда вон выходящими. В Иерусалиме Сулейман приказал сжечь всех прокажённых — те носили на шее колокольчик, чтобы предупреждать прохожих о своём приближении, и этим звоном мешали халифу спать. Умару б. Абдал'азизу стоило огромных усилий отговорить Сулеймана от такого распоряжения и выслать больных в отделённое селение; дело дошло до драки, после которой родной брат халифа, Марван, заболел и умер. Все эти события, пусть и не освещённые широко, оставили отпечаток среди приближённых халифа.

### Война с Византийской империей
Правление Сулеймана пришлось на то время, когда Империя находилась в состоянии гражданской войны: провинциальная, фемная знать, боролась со столичными чиновниками; не было единства и среди населения Константинополя. В 715 году н. э. на имперском флоте, стоявшем у Родоса, вспыхнул мятеж, в ходе которого солдаты отказались повиноваться Анастасию II и объявили новым августом сборщика налогов в феме Опсикион Феодосия. Флот подошёл к столице и держал город в осаде в течение полугода, после чего Константинополь был разорён. Наконец, началось открытое соперничество между фемами, в ходе которого поднялся глава фем Армениак и Анатолик Лев — так что Сулейман не мог не воспользоваться открывшейся возможностью.
Ат-Табари упоминает вскользь о переговорах Льва и Умара б. Хубайры в 98 г. х. (716—717 г. н. э.) на тему совместных боевых действий. Прочие источники о подобных переговорах молчат, однако Умар б. Хубайра подготовился к походу серьёзно и с 717 года н. э., а впоследствии арабы действительно координировали действия с войсками Льва. Вторжение началось после завершения паломничества Сулеймана — в сентябре 716 года н. э., когда под руководством Масламы было собрано будто бы 90 тыс. пеших воинов, 6 тыс. верблюдов и 6 тыс. мулов. Поддерживаемое 500 судами из Египта и Сирии, войска Масламы прошли Малую Азию насквозь и атаковали западные фемы, поддерживавшие Феодосия; флот в это время осадил Сарды и Пергам. Наконец, мусульмане переправились через Дарданеллы и обложили Константинополь с суши, флот установил морскую блокаду, а летучие отряды Масламы разоряли малые поселения Фракии.
Лев вступил в двойную игру: мусульманам было предложено не увлекаться фуражированием, поскольку в случае падения города можно будет достаточно взять в нём самом; горожанам же он обещал предать союзника-иноверца в случае сдачи города. Разыгран был последний вариант: арабы прекратили рейды и уничтожили излишки продовольствия, после чего горожане приняли Льва как нового императора; войдя в город и приняв корону, Лев III отрёкся от союза с мусульманами и им пришлось продолжать осаду без фуража. В этой истории имеется некоторый сказочный элемент о доверчивом, глупом иноверце и хитром интригане-императоре, однако имеется в ней и рациональное зерно — арабам действительно пришлось продолжать осаду без фуража в необычайно снежную и холодную зиму (осаждавшие съели всех лошадей).
Действия флота оказались неудачны. Осуществлённая без происшествий блокада Босфора со стороны Чёрного моря сподвигла осаждавших на высадку десанта непосредственно в Золотой Рог, однако утвердившийся на троне Лев приказал поднять железную цепь на входе в бухту и применить греческий огонь. После уничтожения 20 судов остатки арабского флота вынуждены были укрытьсяв более спокойных гаванях на период зимних штормов. Прибывшие весной 718 г. н. э. из Египта и Ифрикийи 360 транспортных судов с воинами не смогли переменить ситуацию коренным образом. Помимо чисто военных факторов свою роль сыграло то, что экипажи кораблей были мобилизованы насильно, а обстановка на покинутой родине вызывала недовольство; они не горели желанием воевать ради такой власти. Осада быстро приобрела пассивный характер, войско вновь осталось на зимовку.
В историю эта кампания вошла как Вторая осада Константинополя.

### АлидыиАббасиды. Смерть Сулеймана. Начало раскола Халифата.
На фоне крупных политических перестановок и большой войны незамеченным осталось одно событие, произошедшее в поместье в ал-Хумайме в Иордании, но заинтересовавшее узкий круг лиц.
Последние два десятилетия потомки Али избегали вступать в открытую борьбу за власть - лояльность Абдалмалику обеспечила их роду безбедное существование. Шиитская традиция утверждает, что в это время имамом был единственный переживший побоище при Кербеле сын Хусайна - Али б. Хусайн, прозванный почитателями Зайн ал-Абидин; по той же традиции считается, что именно он и возглавлял род всё это время. Однако реальная картина была несколько иной, чем её рисует шиитская историография: главой рода в то время фактически являлся Мухаммад б. ал-Ханафийа, хотя и не являющийся потомком Фатимы и Пророка, но по возрасту старший среди потомков Али и старший в роду. Участники мятежа ал-Мухтара считали имамом именно его, а смерть старца в 94 г.х. (700-701 г. н.э.) лишь укрепила их веру в то, что он остался на земле и просто удалился на вершину горы ар-Радва между Меккой и Мединой, питается там молоком и мясом, пасёт газелей, а охраняют его два льва. Другая часть почитателей рода Али перенесла свои ожидания на сына покойного Мухаммада, Абу Хашима Абдаллаха. Разделение это породило, однако, не конкуренцию и вражду, но формирование нескольких информированных кругов сообщества.
Первыми были Алиды, связанные кровным родством и знавшие друг друга. Среди них не было и не могло быть двух мнений относительно того, почему кто-то из их родственников взят на небо живым или переселился на гору около Медины. Отношения между тремя ветвями (потомками Хасана, Хусейна и Мухаммада) были далеки от идеаллистических, спор шёл не об имамате, но о главенстве в роде, дававшем право на распоряжение средствами. Второй круг формировали почитатели того или иного Алида, которого знали лично. В их среде и формировались основные аргументы в пользу того или иного кандидата. Наконец, существовали и такие сторонники потомков Али, которые никогда не знали их лично - а потому тем смелее обожествляли. Анонимная "История Халифов" подробно описывает эти процессы раскола, равно как и конфликты Зайда б. ал-Хасана и Абу Хашима и иных действующих лиц из сторонников (ши'а) Али вплоть до 717 г. н.э., т.е. до конца правления Сулеймана.
Проживавший в Дамаске Мухаммад б. Али, правнук ал-Аббаса, пригласил в попутчики Абу Хашима до своего поместья в ал-Хумайме. По дороге Абу Хашим то ли заболел, то ли был отравлен - и скончался в дому Мухаммада б. Али в 97-98 г.х., т.е. в разгар Второй осады Константинополя войсками Сулеймана. Умирая, Абу Хашим перепоручил Мухаммаду б. Али свою паству - что примечательно, все они являлись мавлами, т.е. восходили к тем же самым людям, что поддерживали мятеж ал-Мухтара. По словам Мухаммада б. Али, умирающий в последние минуты своей жизни открыл ему, что Пророк предсказал Али недолговечность власти его рода и последующий переход её к потомкам ал-Аббаса, которые возьмут Алидов под покровительство и отомстят за все нанесённые им обиды. Тогда же он будто бы указал точное место в доме в Куфе, где спрятан свиток с предсказаниями будущего, будто бы переданный Пророком Али б. Абу Талибу. Поскольку разговор шёл с глазу на глаз, Мухаммад б. Али мог придумать что угодно, однако время было выбрано верно: насупал 100-й год правления власти, а с этим числом многие недовольные связывали надежды на падение режима точно так же, как 30 лет назад связывали с 70-летием.
Сам Сулейман не дожил до восстания: в сентябре 717 г. н.э. в военном лагере под Дабиком 43-летний халиф тяжело заболел и, поскольку его старший сын Аййуб был мёртв,  резко встал вопрос о наследнике. Второй по старшинству сын халифа находился под Константинополем и было неизвестно, выживет ли он вообще; прочие сыновья и вовсе не достигли ещё совершеннолетия. С братьями халиф находился не в тех отношениях, чтобы передавать им власть. В конце концов выбор пал на двоюродного брата, Умара б. Абдалазиза, которому и предстояло столкнуться с набирающими силами группировками сторонников (ши'а) потомков Али и ал-Аббаса.